# Atexquilla Cuapazola
Atexquilla Cuapazola är en ort i Mexiko.   Den ligger i kommunen Ixtacamaxtitlán och delstaten Puebla, i den sydöstra delen av landet, 120 km öster om huvudstaden Mexico City. Atexquilla Cuapazola ligger 2 934 meter över havet och antalet invånare är 479.
Terrängen runt Atexquilla Cuapazola är kuperad. Runt Atexquilla Cuapazola är det ganska tätbefolkat, med 56 invånare per kvadratkilometer. Närmaste större samhälle är Tlaxco, 13,8 km sydväst om Atexquilla Cuapazola. I omgivningarna runt Atexquilla Cuapazola växer huvudsakligen savannskog.